# Erannis declinans
Erannis declinans är en fjärilsart som beskrevs av Otto Staudinger. Erannis declinans ingår i släktet Erannis och familjen mätare. Inga underarter finns listade i Catalogue of Life.